# Martin Delrio

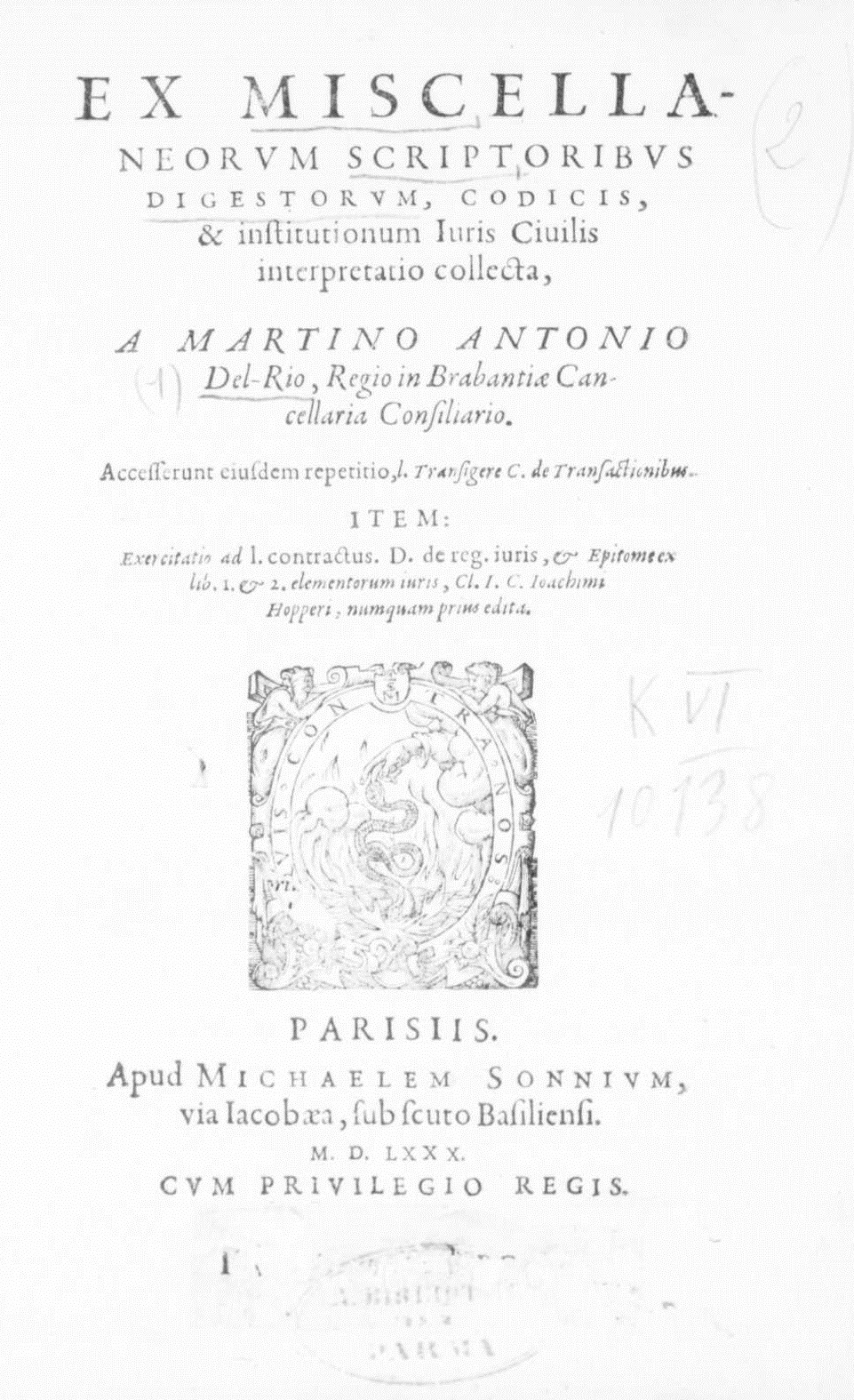
Ex miscellaneorum scriptoribus digestorum, codicis et institutionum iuris civilis interpretatio, 1580

Martin Delrio, o Martin Antoine Del Rio (Anversa, 17 maggio 1551 – Lovanio, 19 ottobre 1608), è stato un umanista e teologo fiammingo gesuita di ascendenza spagnola.

## Biografia
Nato ad Anversa, studiò a Lovanio, Magonza e Salamanca, dove conseguì il dottorato in legge nel 1574. Nel 1575 fu nominato vicecancelliere e procuratore generale per il Brabante e nel 1580 entrò nella Compagnia di Gesù. Insegnò teologia a Lovanio, Magonza, Liegi, Salamanca e Douai, tutti importanti centri intellettuali della riforma cattolica. Morì a Lovanio nel 1608.
Umanista di grande talento, fu amico di numerosi studiosi, tra i quali André Schott, Willem Canter e Giusto Lipsio, di cui divenne confidente dando un contributo determinante alla sua conversione al Cattolicesimo. La prima pubblicazione di Delrio, un'edizione del grammatico tardo romano Gaio Giulio Solino, si basava su un manoscritto ricevuto da Lipsio e includeva emendazioni suggerite dal suo maestro, il filologo fiammingo Cornelio Valerio Ultrajectino. Delrio pubblicò anche un'edizione critica delle opere del poeta latino Claudiano. L'opera di cui andava più orgoglioso era l'edizione critica delle tragedie senecane, pubblicata nel 1576, ma che egli affermava di avere completato prima del suo ventesimo compleanno.
Tra i suoi scritti troviamo Disquisitionum magicarum libri sex, che parla di magia e occultismo. Il suo amico, l'umanista fiammingo Giusto Lipsio lo soprannominò "il miracolo del secolo"; i posteri tuttavia non sono stati così generosi: per Voltaire Del Rio era "il procuratore generale di Belzebù; nel XIX secolo gli autori della Biographie Nationale de Belgique, un'antologia di brevi biografie, definirono Del Rio "qualcosa di imbarazzante". Alcuni storici moderni, fra cui Robert Muchembled, lo hanno accusato di essere la causa principale della caccia alle streghe nel sud dei Paesi Bassi. Di lui il Manzoni scrive: "quel funesto Delrio, il quale, se la rinomanza degli autori fosse in ragione del bene e del male prodotto dalle loro opere, dovrebb'essere uno de' più famosi; quel Delrio, le cui veglie costaron la vita a più uomini che l'imprese di qualche conquistatore: quel Delrio, le cui Disquisizioni Magiche (il ristretto di tutto ciò che gli uomini avevano, fino a' suoi tempi, sognato in quella materia), divenute il testo più autorevole, più irrefragabile, furono, per più d'un secolo, norma e impulso potente di legali, orribili, non interrotte carnificine". Oggi, tuttavia, la maggior parte degli storici ritiene che l'influenza di Delrio sulla caccia alle streghe sia stata piuttosto limitata e sottolinea la moderazione con cui Del Rio tratta l'argomento della stregoneria.
Le Disquisitionum magicarum sono - in linea con le altre pubblicazioni di Delrio - un'opera di estremamente erudita. A differenza delle opere di Henry Boguet e Pierre de Lancre, il trattato di Delrio non era basato sull'esperienza personale, ma si fondava sulle sue estese conoscenze classiche e sulla sua familiarità con la storia della Chiesa. L'agiografia fu una fonte particolarmente importante dell'opera di Delrio (non a caso un discepolo di Delrio, il gesuita fiammingo Heribert Rosweyde, avrebbe avuto un ruolo decisivo nella formazione degli Acta Sanctorum, un'enciclopedia cattolica delle vite dei santi). Delrio attinse anche a racconti provenienti da altri paesi e continenti, nonché ai resoconti dei gesuiti missionari nel Nuovo Mondo.
L'unico ritratto conosciuto di Martin Delrio è conservato al Museo del Louvre.

## Opere
- (LA) Gaio Giulio Solino, Polyhistor a Martino-Antonio Delrio emendatus, a cura di Martin Delrio, Antuerpiae, ex Officina Christophori Plantini Architypographi Regii, 1572.
- (LA) Martin Delrio, In Senecae Tragoedias decem commentarii Martini Ant. Del Rio, Antuerpiae, ex Officina Christophori Plantini Architypographi Regii, 1576.
- (LA) Martin Delrio, Ex miscellaneorum scriptoribus digestorum, codicis et institutionum iuris civilis interpretatio, Parigi, Michel Sonnius, 1580.
- (LA) Martin Delrio, Martini Antonii Delrii ex Societate Iesu Syntagma tragoediae latinae: in tres partes distinctum, Antuerpiae, ex Officina Plantiniana, apud Viduam, & Ioannem Moretum, 1593.
- (LA) Martin Delrio, Ad Cl. Claudiani V. C. Opera Martini Antonii Del-Rio Notae, Antuerpiae, ex Officina Plantiniana, 1596.
- (LA) Martin Delrio, Disquisitionum magicarum libri sex, vol. 1, Lovanii, ex Officina Gerardi Rivii, 1599.
- (LA) Martin Delrio, Disquisitionum magicarum libri sex, vol. 2, Lovanii, ex Officina Gerardi Rivii, 1600.
- (LA) Martin Delrio, Disquisitionum magicarum libri sex, vol. 3, Lovanii, ex Officina Gerardi Rivii, 1600.
- (LA) Martin Delrio, Vindiciae areopagiticae Martini Del Rio contra Josephum Scaligerum, Antuerpiae, ex Officina Plantiniana, apud Ioannem Moretum, 1607.